# Geografia di Naruto

Il mondo di Naruto

Il mondo della serie anime e manga Naruto è costituito da vari stati che operano come entità politiche separate e governate da signori feudali (大名?, Daimyo),  che hanno ugual potere dei capi dei villaggi nascosti.. A seconda della capacità e del potenziale militare del Paese, può esistere un villaggio ninja (忍の里?, Shinobi no Sato) (o villaggio nascosto). I cinque villaggi dei paesi più potenti sono governati da un Kage (影? lett. Ombra), eletto congiuntamente dal signore feudale del paese e dai ninja più influenti.
I villaggi forniscono la forza militare per il loro Paese e mantengono la propria economia allenando i propri cittadini a diventare ninja fin dalla giovane età e usandoli come forza lavoro nelle missioni che i richiedenti sono disposti a pagare. Possono ricevere un singolo pagamento per missioni come togliere le erbacce di un giardino oppure ricevere un pagamento costante dal paese in cui risiedono per fornire soldati nel caso scoppi una guerra.
Il mondo di Naruto è simile al Giappone feudale sotto molti aspetti, tra cui la presenza di edifici ispirati a quel periodo, mentre sono presenti anche oggetti e strutture moderni come cinema, radiotrasmettitori, telecamere di sicurezza, avanzati sistemi ospedalieri, computer, telefoni e console per i videogiochi. Malgrado l'evidente tecnologia avanzata per oggetti civili, la tecnologia militare non sembra essere allo stesso livello, ma dopotutto lo sviluppo nel nostro mondo non può essere uguale al mondo di Naruto .

## I cinque grandi Paesi ninja
Degli stati disseminati per il mondo di Naruto, cinque sono considerati i più potenti e i più influenti, militarmente ed economicamente: il Paese del Fuoco, il Paese del Vento, il Paese del Fulmine, il Paese della Terra e il Paese dell'Acqua. Ognuno rappresenta uno dei cinque elementi (rispettivamente Fuoco, Vento, Fulmine, Terra, Acqua) e in ognuno esiste un villaggio ninja governato da un Kage.

### Paese del Fuoco
Il Paese del Fuoco (火の国?, Ho no Kuni) è uno dei più vasti e potenti stati del mondo di Naruto. Il Paese del Fuoco ha una connessione con l'elemento Fuoco (difatti, il tempo è caldo e soleggiato) e anche se non è il paese più esteso, ha il villaggio nascosto più vasto tra tutti.

#### Villaggio della Foglia

Simbolo del Villaggio della Foglia

Il Villaggio della Foglia (木ノ葉隠れの里?,  Konohagakure no Sato,  lett. "Villaggio nascosto tra le foglie dell'albero"; spesso chiamato "Konoha"), è uno dei cinque grandi villaggi ninja. Si trova in un bosco a ridosso di una montagna che lo sovrasta e su cui sono scolpiti i volti dei vari Hokage che si sono succeduti nel tempo. Anche se la Foglia, così come il Paese del Fuoco in cui risiede, è rimasto perlopiù un luogo pacifico e i suoi abitanti si sono ormai abituati a questa condizione di pace, esso rimane uno dei villaggi attivi più forti e quindi con un'influenza economica e militare rilevante. La divisa principale utilizzata dai chunin e dai jonin è un giubbotto con diverse tasche per portare con sé e con un lungo colletto atto a proteggere il collo.
Il Villaggio della Foglia è stato fondato principalmente da due clan, gli Uchiha ed i Senju, da sempre in eterna lotta tra loro, che hanno posto fine alle ostilità grazie alla pace ottenuta dai due leader Madara Uchiha ed Hashirama Senju e che raggiunsero un accordo col signore feudale del Paese del Fuoco per la costruzione di un villaggio ninja. Hashirama Senju divenne il primo Hokage poiché fortemente voluto dagli abitanti del villaggio, a cui si sono poi uniti numerosi altri clan del paese. Madara si ribellò a questa decisione ed affrontò il primo Hokage, perdendo lo scontro. Per evitare che qualche altro Uchiha si ribellasse, il fratello minore di Hashirama, divenuto poi il Secondo Hokage, relegò gli Uchiha nel corpo di polizia di Konoha, escludendoli automaticamente da qualunque carica governativa all'interno del villaggio. Alcuni anni dopo, il villaggio fu attaccato dalla Volpe a Nove Code che inflisse danni gravi sia alla popolazione che agli edifici. Dopo essere stato fermato dal Quarto Hokage, seguirono anni di pace dove il villaggio riprese le forze fino all'attacco combinato da parte del Villaggio del Suono e del Villaggio della Sabbia durante l'esame di selezione dei chunin. Due anni e mezzo dopo il villaggio è stato attaccato dal leader dell'Organizzazione Alba, Pain, che rase al suolo il villaggio con un'unica tecnica. Con l'aiuto di vari ninja, specialmente Yamato, e vari carpentieri, come Tazuna del Paese delle Onde, il villaggio viene ricostruito dalle fondamenta.

#### Altri luoghi
L'area di allenamento 44 è un luogo d'allenamento situato nei pressi del Villaggio della Foglia conosciuto anche come Foresta della Morte (死の森?, Shi no Mori). È un'area di circa 10 chilometri di raggio, con una foresta ed un fiume al suo interno ed una torre al centro, con 44 entrate disposte lungo il perimetro ed è inoltre presente flora e fauna commestibile tuttavia pericolosa e mortale. Viene utilizzata come luogo d'esame per la selezione dei chunin.
La Valle dell'Epilogo (終末の谷?, Shūmatsu no tani) è un luogo generato dalla battaglia tra Madara Uchiha e Hashirama Senju a causa della potenza dei colpi e delle tecniche utilizzate. A ricordo della battaglia furono scolpite due enormi statue raffiguranti i due fondatori del Villaggio della Foglia. La zona è stata anche il teatro dei due scontri tra Naruto Uzumaki e Sasuke Uchiha
Il tempio del Fuoco è un monastero situato nel Paese del Fuoco. Non molto distante da Konoha, è soprattutto famoso per essere stata la base dei Dodici Guardiani Ninja, dodici abilissimi ninja posti a protezione del signore feudale.

### Paese del Vento
Il Paese del Vento (風の国?, Kaze no Kuni) è uno dei più vasti stati del mondo di Naruto, ha tipicamente un clima asciutto e ventoso, è coperto in gran parte dal deserto e le tempeste di sabbia sono un normale avvenimento. I ninja del Paese del Vento sono abili ad usare tecniche prevalentemente d'elemento del vento. Questo stato ha un trattato di pace con il Paese del Fuoco, stipulato in seguito alla terza grande guerra ninja, e il suo villaggio ninja è il Villaggio della Sabbia.
Inizialmente il Paese del Vento era composto solo da terre desertiche impossibili da coltivare ma, durante il primo summit dei cinque Kage, il primo Kazekage riuscì ad ottenere alcune delle terre fertili sul confine col Paese del Fuoco. Durante il periodo in cui era il quarto Kazekage a governare il Villaggio, il signore feudale che governava il Paese aveva continuato sistematicamente a tagliare i fondi destinati alla forza militare e a trasferire le missioni, che normalmente erano richieste al proprio villaggio nascosto, al Villaggio della Foglia. Per questo motivo il Villaggio della Sabbia (manovrato nell'ombra da Orochimaru) cospirò con il Villaggio del Suono un attacco a sorpresa contro il Villaggio della Foglia con lo scopo di distruggere il Paese del Fuoco e convincere il Signore feudale a ristabilire la forza militare del Paese.

#### Villaggio della Sabbia

Il simbolo del villaggio della Sabbia

Il Villaggio della Sabbia (砂隠れの里?, Sunagakure no Sato, lett "Villaggio nascosto tra la sabbia") è uno dei cinque grandi villaggi ninja e come tale ha come suo capo un Kage, conosciuto come Kazekage. Ogni Kazekage viene celebrato tramite la creazione di una statua che lo raffigura e poste nella sala in cui si riuniscono le alte sfere del potere del villaggio. I ninja del villaggio utilizzano principalmente un equipaggiamento composto da un abito lungo che riduce la pelle sottoposta al calore del sole ed è spesso unito all'utilizzo di stoffe e bendaggi per coprire la testa.
Dopo la fondazione, il primo Kazekage riuscì ad ampliare i possedimenti non desertici del Villaggio mentre il secondo Kazekage iniziò una politica improntata sul miglioramento militare e sulla creazione di nuove tecniche, tra cui la tecnica del marionettista. In seguito, a causa dei tagli alla forza militare da parte del Signore feudale del paese, il Quarto Kazekage si rese conto che era necessario aumentare la qualità combattiva di ogni singolo ninja per mantenere la forza militare utilizzando anche la potenza del demone Shukaku. Più il tempo passava, più il daimyo trasferiva le missioni al Villaggio della Foglia. Il Quarto Kazekage capì che se non fosse intervenuto il Villaggio della Sabbia sarebbe scomparso, per questo motivo si alleò con il Villaggio del Suono contro Konoha. Dopo il fallimento dell'attacco ed aver sventato il colpo di Stato che era stato messo in atto da Orochimaru nel villaggio, questo si rialleò con Konoha, e Gaara divenne il quinto Kazekage.

### Paese del Fulmine
Il Paese del Fulmine (雷の国?, Rai no Kuni) è una zona geografica prevalentemente montuosa situato a nord est del mondo di Naruto. Il suo villaggio ninja è il Villaggio della Nuvola. Il Paese del Fulmine ha una connessione con l'alterazione del chakra di elemento fulmine: si dice, infatti, che il nome di questo paese derivi dal rumore del tuono che risuona nelle montagne del Paese del Fulmine e dal fatto che molti ninja del villaggio abbiano predilezione per usare tecniche di quell'elemento.

#### Villaggio della Nuvola

Simbolo del Villaggio della Nuvola

Il Villaggio della Nuvola (雲隠れの里?, Kumogakure no Sato, lett. "Villaggio nascosto tra le Nuvole") è situato nel Paese del Fulmine sulla cima di un'alta catena montuosa nascosta tra le nubi. Essendo uno dei cinque grandi villaggi ninja ha per capo un Kage: il Raikage, che assume sempre il nome A mentre viene dato il nome B alla forza portante con cui fa coppia. I ninja di questo villaggio utilizzano una divisa completamente diversa da quella difensiva degli altri paesi: per migliorare la loro capacità offensiva, la divisa si chiude solo intorno ad una spalla, lasciando molta libertà di movimento al braccio portante in maniera tale da enfatizzare l'offensiva.
Durante la prima conferenza dei cinque Kage, il primo Hokage Hashirama Senju fece loro dono di due cercoteri: Matatabi e Gyuki, in maniera tale da preservare l'equilibrio politico-militare con lo scopo di mantenere la pace nel mondo ninja.
Durante la terza grande guerra ninja, il Villaggio della Foglia e il Villaggio della Nuvola erano in guerra e durante i trattati di pace, uno dei ninja di questo villaggio cercò di rapire Hinata Hyuga con lo scopo di capire i segreti dell'abilità innata del Byakugan scatenando uno scontro in cui morì il ninja della Nuvola; per placare una possibile contesa, il Villaggio della Foglia consegnò il corpo di Hizashi Hyuga, ritenuto ufficialmente il responsabile della morte del ninja. In seguito, mentre gli altri paesi sono andati verso la via del disarmo, il Villaggio della Nuvola, unitamente al Paese del Fulmine, ha continuato a migliorare ed ampliare il proprio esercito portando uno squilibrio di forze tra cinque grandi paesi, costringendo gli altri paesi ad armarsi di conseguenza.

#### Altri luoghi
La Valle delle Nuvole e dei Fulmini è una zona montuosa costellata di laghi che si trova nel Paese del Fulmine. Qui Killer Bee è solito allenarsi.
L'isola-tartaruga è un'isola che si trova al largo della costa del Paese del Fulmine e consiste in una gigantesca tartaruga con una fitta foresta sul dorso. Per la sua natura animale, l'isola può essere spostata in mare in maniera tale che venga difficilmente localizzata dalle forze nemiche. All'interno della foresta vivono una gran quantità di specie animali differenti, tutte addomesticate da Killer Bee durante la sua permanenza per l'addestramento sull'isola. Sull'isola sono presenti anche due strutture per migliorare il controllo delle forze portanti sui propri cercoteri: la cascata della verità, attraverso la quale è possibile affrontare la parte sopita della propria personalità, e una caverna utilizzata dai tempi antichi dalle forze portanti della Nuvola per prendere il controllo totale sul proprio cercoterio.

### Paese della Terra
Il Paese della Terra (土の国?, Tsuchi no Kuni) è stato visto per poco tempo durante la serie. Quel poco che si sa è che il suo territorio è prevalentemente montuoso con molte cave e grotte sparse dappertutto. Molto famoso è anche il fenomeno naturale della pioggia di roccia, durante la quale sassolini e raffiche di vento attraversano il paese da nord. Il suo villaggio nascosto è il Villaggio della Roccia.

#### Villaggio della Roccia

Il simbolo del Villaggio della Roccia

Il Villaggio della Roccia (岩隠れの里?, Iwagakure no Sato, lett. "Villaggio nascosto tra le Rocce") è situato nel Paese della Terra. Essendo uno dei cinque grandi villaggi ninja, a capo del villaggio c'è un Kage, lo Tsuchikage. I ninja di questo Villaggio sono abili nell'usare tecniche di terra. La divisa utilizzata prevede un giubbotto che copre il torso più un braccio, mentre l'altro rimane scoperto.
Durante il primo concilio dei cinque Kage, il primo Hokage Hashirama fece in dono due cercoteri al primo Tsuchikage, Son Goku e Kokuo. Successivamente il Villaggio entrò in guerra con il Villaggio della Foglia durante la Terza Guerra Mondiale Ninja, arrendendosi durante l'invasione del Paese dell'Erba quando fu distrutto il ponte che garantiva il rifornimento alle truppe ninja.

### Paese dell'Acqua
Il Paese dell'Acqua (水の国?, Mizu no Kuni) è rivolto verso l'elemento Acqua. Il Paese dell'Acqua è il più piccolo dei cinque grandi stati ed è disseminato di laghi. Il suo clima è generalmente freddo, con molta nebbia. A causa della sua posizione geografica, il paese ha pochi rapporti diplomatici con gli altri paesi.

#### Villaggio della Nebbia

Il simbolo del Villaggio della Nebbia

Il Villaggio della Nebbia (霧隠れの里?, Kirigakure no Sato, lett. "Villaggio nascosto nella Nebbia") è uno dei cinque grandi villaggi ninja ed è situato nel Paese dell'Acqua. Essendo uno dei cinque grandi villaggi ninja, a capo del villaggio c'è un Kage, il Mizukage. I ninja di questo villaggio sono specializzati nelle tecniche d'acqua. La divisa prevede un abito con un collo alto per difendersi dal freddo della regione, oltre che da guanti e da stoffe utilizzate per proteggere le dita dal freddo. Tra gli spadaccini più forti del villaggio, sette di questi sono conosciuti come i sette spadaccini della Nebbia ed ognuno di loro possiede una spada con una abilità particolare. Le spade vengono passate alla nuova generazione con la morte del precedente proprietario mentre la generazione più forte è quella composta da Mangetsu Hozuki, Zabuza Momochi, Kushimaru Kuriarare, Ameyuri Ringo, Jinpachi Munashi, Jinin Akebino e Fuguki Suikazan.
Durante la prima riunione dei cinque Kage, il primo Mizukage ottenne in dono due cercoteri dal primo Hokage, Isobu e Saiken.
In passato il villaggio era conosciuto come il Villaggio della Nebbia Insanguinata a causa delle politiche violente dei precedenti Mizukage che imposero massacri tra gli stessi membri del villaggio come l'esame per diventare Genin in cui i membri di ogni team dovevano uccidersi fra loro. Questa mentalità è completamente mutata quando è stata eletta Mei Terumi come Quinto Mizukage, la quale rimprovera chiunque sia ancora attaccato a quel periodo definito "da incubo".

## Altri paesi ninja
Questi paesi hanno solitamente una estensione minore rispetto ai cinque grandi paesi ninja. Spesso vengono trattati con inferiorità e sono costretti a stringere rapporti di alleanza con i grandi paesi ninja, per avere un certo grado di protezione. Altri invece, decidono di sopravvivere con le proprie forze, senza stringere alleanze.

### Paese del Suono

Il simbolo del Villaggio del Suono

Il Paese del Suono (音の国?, Oto no Kuni) è un piccolo stato che confina con il Paese del Fuoco controllato da Orochimaru, il quale fondò anche il primo villaggio ninja del paese, il Villaggio del Suono. Nell'anime viene detto che prima dell'arrivo di Orochimaru il paese era conosciuto come il Paese delle Risaie (田の国?, Ta no Kuni).

#### Villaggio del Suono
Il Villaggio del Suono (音隠れの里?, Otogakure no Sato, lett. "Villaggio nascosto nel Suono") è il villaggio fondato da Orochimaru ed è situato nel Paese del Suono. A dispetto del nome, il Villaggio del Suono non è un vero villaggio, ma una serie di tane o covi, situati sia all'interno del Paese del Suono sia al suo esterno. Sembra che Orochimaru si sia auto-proclamato Otokage, per dimostrare agli altri paesi che il suo villaggio ha una notevole potenza militare, ma le 5 Grandi Terre dei ninja ed i rispettivi Kage non riconoscono questo titolo e il Paese del Suono non viene considerato al pari degli altri Paesi che nominano il loro capo con il grado di Kage.
Il Villaggio del Suono è relativamente un nuovo stato nella scena politica, nato quando Orochimaru si è impossessato del paese. Il ninja cospirò con il Villaggio della Sabbia per attaccare di sorpresa e magari distruggere il Paese del Fuoco. Invece di usare tecniche elementali, i ninja del Suono usano jutsu basati sul suono, spesso eseguiti tramite particolari dispositivi.

### Paese della Pioggia

Il simbolo del Villaggio della Pioggia.

Il Paese della Pioggia (雨の国?, Ame no Kuni) o Campagna è un paese dal clima piovoso, situato tra il Paese del Vento, il Paese del Fuoco ed il Paese della Terra, i quali hanno sempre reso la zona un campo di battaglia a causa della sua posizione centrale e lasciando sempre il paese in uno stato di instabilità. I suoi confini sono estremamente sorvegliati, rendendo così difficile entrare furtivamente all'interno, e gli stranieri presenti devono attenersi a regole precise per poter soggiornare. È la casa dell'omonimo villaggio, il Villaggio della Pioggia.

#### Villaggio della Pioggia
Il Villaggio della Pioggia (雨隠れの里?, Amegakure no Sato, lett. "Villaggio nascosto nella Pioggia") è un piccolo villaggio del Paese della Pioggia, governato da Pain. L'aspetto del villaggio è quello di una metropoli con alti grattacieli in cui c'è una pioggia perenne. Nell'equipaggiamento degli shinobi di questo paese è presente anche una maschera per la respirazione subacquea in maniera tale da permettere l'organizzazione di attacchi subacquei.
A causa delle grandi guerre scatenate nella regione, il villaggio non ha mai avuto una stabilità. Uno dei ninja che si impose come capo fu Hanzo, il quale uccise i suoi avversari senza remore, tra cui l'organizzazione fondata da Yahiko, Konan e Nagato e che portò alla morte del primo. In seguito Hanzo fu ucciso da Nagato che assunse il controllo del Villaggio e del Paese.

### Paese del Vortice

Il simbolo del Villaggio del Vortice

Il Paese del Vortice (渦潮の国?, Uzushio no Kuni) era un piccolo stato ninja, situato vicino al Paese del Fuoco, del quale fu uno storico alleato. I suoi abitanti erano specializzati in tecniche di sigillo, anche se usavano metodi un po' rozzi. Proprio questa abilità scatenò il timore degli altri stati ninja, che perciò distrussero il Paese. Il suo villaggio nascosto era il Villaggio del Vortice. Di questo paese è originario il Clan Uzumaki, il principale clan del Villaggio.

#### Villaggio del Vortice
Il Villaggio del Vortice (渦潮隠れの里?, Uzushiogakure no Sato, lett. "Villaggio nascosto nel Vortice") è il villaggio nascosto del Paese del Vortice. I suoi abitanti erano rinomati come maestri sigillatori, anche se usavano tecniche un po' rozze, e proprio per il timore di questa abilità, il Villaggio venne distrutto. Gli abitanti erano famosi poiché vivevano molto a lungo, perciò il Villaggio venne soprannominato anche Villaggio della Longevità. Il clan più potente era il Clan Uzumaki (うずまき一族?, Uzumaki Ichizoku). Dopo la sua distruzione gli abitanti si sono variamente dispersi in molti altri Paesi. Nell'unica scena in cui compare, in un flashback di Kushina, la madre di Naruto, appare simile ai villaggi del popolo degli Anasazi nell'America dell'ovest.

### Paese della Cascata

Il simbolo del Villaggio della Cascata

Il Paese della Cascata (滝の国?, Taki no Kuni) non è mai stato mostrato nel manga, ma il Team 7 ha compiuto una missione in questo Stato nel secondo OAV ("Battaglia al Villaggio della Cascata"). Consiste in una larga cascata che nasconde il Villaggio della Cascata.

#### Villaggio della Cascata
Il Villaggio della Cascata (滝隠れの里?, Takigakure no Sato, lett. "Villaggio nascosto nella Cascata") è situato nel Paese della Cascata. Nell'anime è governato da Shibuki, che sembra troppo codardo all'inizio per questo compito. Ha posseduto il cercoterio Chōmei prima che venisse rapito da Alba, risultando essere quindi l'unico villaggio al di fuori dei Cinque Grandi Villaggi a possedere un cercoterio.
Per affermare la propria potenza, in passato gli anziani del villaggio hanno assegnato a Kakuzu la missione di uccidere il primo Hokage Hashirama. Kakuzu, tornato sconfitto, viene imprigionato per non aver completato la missione ma il ninja fugge rubando l'arte segreta del Villaggio ed i cuori degli anziani, uccidendoli.

### Paese dell'Erba

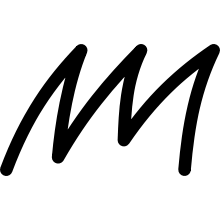
Il simbolo del Villaggio dell'Erba

Il Paese dell'Erba (草の国?, Kusa no Kuni) confina con il Paese del Vento, il Paese del Fuoco, il Paese della Terra e il Paese della Pioggia, ed è dove risiede il Villaggio dell'Erba (草隠れの里,?, Kusgakure no Sato, lett. "Villaggio nascosto nell Erba"), così come i ponti Tenchi e Kannabi, entrambi distrutti nel corso della storia.  Di questo paese si sa che è molto ricco di foreste. In passato questo paese è stato il teatro di numerosi scontri tra il Paese del Fuoco ed il Paese della Terra durante la Terza Guerra Mondiale Ninja.

### Paese del Fiume
Il Paese del Fiume (川の国?, Kawa no Kuni) è situato tra il Paese del Fuoco e il Paese del Vento. In tale stato l'Organizzazione Alba aveva il suo nascondiglio prima che Sakura Haruno e Chiyo lo distruggessero combattendo contro Sasori.

### Paese delle Terme
Il Paese delle Terme (湯の国?, Yu no Kuni) confina col Paese del Gelo e il Paese del Suono, ed è situato a nord-est rispetto al Paese del Fuoco, e a sud-est rispetto a quello del Fulmine. Appare in un solo capitolo, in cui il suo daimyo sta fuggendo assieme agli abitanti verso il confinante Paese del Fuoco, poiché la quarta guerra ninja si terrà in quel territorio. Prima il paese era la sede del Villaggio delle sorgenti termali, ora distrutto.

#### Villaggio delle sorgenti termali
Sul Villaggio delle sorgenti termali (湯隠れの里?, Yugakure no Sato, lett. "Villaggio nascosto nell'Acqua Calda") non si hanno informazioni, tranne che è il villaggio natale di Hidan, membro dell'Organizzazione Alba. Nonostante fosse nel Paese delle Terme, nella cartina dei villaggi non compare, essendo stato distrutto durante le grandi guerre.

## Paesi non ninja

### Paese del Ferro
Il Paese del Ferro (鉄の国?, Tetsu no Kuni) è un paese posto fra tre montagne chiamate "tre lupi" con un clima molto freddo e nevoso. La sua forza militare non è costituita da ninja, bensì da samurai, comandati da Mifune, pesantemente corazzati e armati di spade capaci di incanalare il chakra. A causa della sua posizione, questo paese si è sempre mantenuto neutrale nel corso delle guerre fra i vari paesi ninja. In questo paese si svolge il summit tra i 5 Kage convocato dal Raikage per risolvere il problema rappresentato da Alba dove il leader del Paese del Ferro, in quanto capo del Paese ospitante, ha il compito di moderatore tra i capi dei 5 grandi paesi.

### Paese delle Onde
Il Paese delle Onde (波の国?, Nami no Kuni) è una nazione composta da un arcipelago e talmente povera che lo stesso signore feudale non è in grado di pagare missioni agli altri villaggi. È inoltre privo di un villaggio ninja. Il paese era in realtà prospero fino a quando Gato, uno degli uomini più facoltosi, ci mise gli occhi sopra e monopolizzò le importazioni e le esportazioni dell'isola, che erano cruciali per la propria economia. La prima missione di rango C del Team 7 si svolse in questo stato, e, con l'aiuto degli abitanti del paese, fu messo fine al periodo del terrore di Gato. Il costruttore di ponti Tazuna riuscì a finire il ponte e lo chiamò Ponte Naruto in onore del coraggioso ragazzo che lo aveva protetto, sicuro che questo ponte, grazie al suo nome, sarebbe diventato famoso mentre l'utilizzo del ponte fece rifiorire l'economia del paese. Il ponte, nell'edizione giapponese del manga chiamato letteralmente "Grande ponte Naruto", o Ponte Ōnaruto, è un'infrastruttura realmente esistente che connette le città di Kōbe e di Naruto.

## Altri luoghi

### Monte Myoboku
Il Monte Myoboku (妙木山?,  Myōbokuzan) è la terra dove risiedono i rospi, e in cui è possibile apprendere le arti eremitiche dei rospi. È una delle tre grandi regioni inesplorate, un luogo altrettanto famoso come la Foresta Shikkotsu (sede di Katsuyu) e la Caverna dei Draghi (sede dei serpenti). Per arrivare al monte Myōboku è necessario un lungo viaggio in cui bisogna camminare per mesi e mesi su percorsi segreti o, se si ha un contratto di evocazione, possono lasciare che un rospo usi la "Tecnica del Richiamo Inverso". Secondo Fukasaku, è impossibile trovare il monte Myōboku, a meno che non si conosca il percorso segreto. Vi governa il Grande Rospo Eremita.

### Cimitero delle montagne
Il Cimitero delle montagne (山岳の墓場?, Sangaku no Hakaba) è una località montuosa situata tra il Paese del Suono e il Paese della Cascata, dove è situato il rifugio segreto di Madara Uchiha e in seguito, di Obito Uchiha. È caratterizzato da numerosi scheletri di creature giganti.

### Luna
La Luna nell'universo di Naruto è stata creata da Hagoromo Otsutsuki insieme al fratello Hamura Otsutsuki, con il Chibaku Tensei, per sigillare il corpo del Decacoda. In seguito Hamura si trasferì con il Clan Otsutsuki sulla Luna, per vegliare sulla Statua Diabolica. Al contrario della Luna del mondo reale, tale corpo celeste ha un'atmosfera respirabile.